# Nikki Ridder
Nikki Ridder (Dordrecht, 6 april 1999) is een Nederlands voetbalspeelster. Ze speelt als verdediger voor Telstar in de Vrouwen Eredivisie.

## Carrière
Ridder speelde bij de jeugd van
IDO en VV Smitshoek. Voor ADO Den Haag ging zij in seizoen 2015–16 in de Eredivisie Vrouwen spelen. In seizoen 2018–19 stapte Ridder over naar Excelsior–Barendrecht. Na afloop van het seizoen 2021/22 werd Ridder verkozen tot speelster van het jaar van de Kralingers. Ridder verlengde in 2022 voor het laatst haar contract bij Excelsior. In 2023 stapte ze over naar competitiegenoot Telstar. In twee seizoenen kwam ze tot 40 optredens in de hoofdmacht van Telstar. Op 17 mei 2025 maakte haar club bekend dat Ridder na het seizoen 2024/25 zal gaan vertrekken uit Velsen-Zuid.

## Statistieken
| Seizoen | Club         | Land      | Competitie | Wedstrijden | Doelpunten |
| ------- | ------------ | --------- | ---------- | ----------- | ---------- |
| 2015/16 | ADO Den Haag | Nederland | Eredivisie | 1           | 0          |
| 2016/17 | ADO Den Haag | Nederland | Eredivisie | 8           | 0          |
| 2017/18 | ADO Den Haag | Nederland | Eredivisie | 4           | 0          |
| 2018/19 | Excelsior    | Nederland | Eredivisie | 22          | 0          |
| 2019/20 | Excelsior    | Nederland | Eredivisie | 12          | 0          |
| 2020/21 | Excelsior    | Nederland | Eredivisie | 20          | 1          |
| 2021/22 | Excelsior    | Nederland | Eredivisie | 23          | 2          |
| 2022/23 | Excelsior    | Nederland | Eredivisie | 20          | 0          |
| 2023/24 | Telstar      | Nederland | Eredivisie | 22          | 0          |
| 2024/25 | Telstar      | Nederland | Eredivisie | 18          | 0          |
| Totaal  | Totaal       | Totaal    | Totaal     | 150         | 3          |

Bijgewerkt t/m 19 mei 2025.
1 Steen ·
2 Donker ·
3 Hermans ·
4 Takeshige ·
5 Ridder ·
6 Remijnse ·
7 Verhoeve ·
8 Gomez ·
9 Van Belen ·
10 Kira ·
11 Hassani ·
12 Van de Pol ·
13 Blomquist ·
14 Nottet ·
15 Daalman ·
16 Rispens ·
17 Lagcher ·
18 Vader ·
19 Vis ·
20 Tiebie ·
21 Berrevoets ·
22 Van den Heuvel ·
23 Van der Vlist ·
24 Ursem ·
41 Schoorl ·
Coach: Engelkes